# 克尼文峰
61°34′05″N 8°07′30″E / 61.5680°N 8.1251°E
克尼文峰是挪威的山峰，位於該國東南部內陸郡，處於洛姆，距離首都奧斯陸230公里，屬於尤通黑門山脈的一部分，海拔高度2,133米。